# Famille Lacoste
Pour les articles homonymes, voir Lacoste.
La famille Lacoste, originaire de Chercq où l'ancêtre François Lacoste (1795-1852) était maréchal-ferrant, s'est établie à Tournai (Belgique) au XIXe siècle. 

## Personnalités
- Henry Lacoste, architecte.
- Edmond Lacoste, médecin et poète néolatin.

## Héraldique
d’or à une chouette de sable, allumée, becquée et armée de gueules, perchée sur un chicot de sinople posé en fasce, et accompagnée en chef de deux étoiles à cinq rais de gueules,,